# Qaanaaq Airport
Qaanaaq Airport (danska: Qaanaaq Lufthavn) är en flygplats i Grönland. Den ligger i den nordvästra delen av Grönland, 1 600 km nordväst om huvudstaden Nuuk, 71 meter över havet.
Närmaste större samhälle är Qaanaaq, 4,5 km sydost om Qaanaaq Airport. Flygplatsen har en kort landningsbana liknande flera andra på Grönland. Det går inrikes flygningar med propellerflygplan. Närmaste grönländska flygplats från Qaanaaq Airport ligger 630 km bort (oräknat Thules flygbas som tillhör USA:s flygvapen, och flygplatser i Kanada).

## Topografi och klimat
Terrängen runt Qaanaaq Airport är varierad.  
Inlandsklimat råder i trakten. Årsmedeltemperaturen i trakten är −10 °C. Den varmaste månaden är juli, då medeltemperaturen är 10 °C, och den kallaste är mars, med −24 °C.